# Gráfico de Bjerrum

Exemplo de gráfico de Bjerrum: mudança no sistema de carbonato da água do mar devido à acidificação do oceano.

Gráfico de Bjerrum — em homenagem a Niels Bjerrum —, também chamado de diagrama de Sillén ou diagrama de Hägg, é um conjunto de gráficos das concentrações das diferentes espécies de um ácido poliprótico em equilíbrio numa solução, em função do pH. Devido às diferentes ordens de grandeza abrangidas pelas concentrações, elas são comumente plotadas em uma escala logarítmica. Às vezes, as concentrações relativas são plotadas em vez das concentrações reais (gráficos das frações das espécies em função do pH). Ocasionalmente, [H+] e [OH−] também são plotados em função do pH.
É comum que seja usado para plotar o sistema de carbonato, onde o ácido poliprótico é o ácido carbônico (um ácido diprótico), e as diferentes espécies são o dióxido de carbono dissolvido, o ácido carbônico, o bicarbonato e o carbonato. Em condições ácidas, a forma predominante é {\displaystyle {\ce {CO2}}}; em condições básicas (alcalinas), é o {\displaystyle {\ce {CO3^2-}}} e no meio, a forma dominante é o {\displaystyle {\ce {HCO3^-}}}. Em cada pH, a concentração de {\displaystyle {\ce {H2CO3}}} é considerada insignificante em comparação com a concentração de {\displaystyle {\ce {CO2}}} dissolvido, e muitas vezes ela é omitida nos gráficos de Bjerrum. Esses gráficos são muito úteis no estudo químico de soluções e da água natural. O exemplo fornecido aqui ilustra a variação no pH da água do mar e nas concentrações de espécies de carbono nesse ambiente devido à emissão antropogênica de gás carbônico atrelada à queima de combustíveis fósseis.
Os gráficos de Bjerrum de outros ácidos polipróticos, incluindo os ácidos silícico, bórico, sulfúrico e fosfórico, são comumente utilizados.

## Equações do gráfico de Bjerrum para o sistema de carbonato

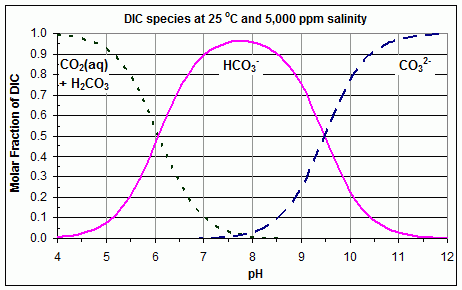
Gráfico de Bjerrum do sistema de carbonato

Numa solução de dióxido de carbono, ácido carbônico, íons hidrônio, bicarbonato e carbonato em equilíbrio químico, as concentrações das espécies de carbono são dadas por:
{\displaystyle {\begin{aligned}[]\left[{\textrm {CO}}_{2}\right]_{\text{eq}}&={\frac {\left[{\textrm {H}}^{+}\right]_{\text{eq}}^{2}}{\left[{\textrm {H}}^{+}\right]_{\text{eq}}^{2}+K_{1}\left[{\textrm {H}}^{+}\right]_{\text{eq}}+K_{1}K_{2}}}\times {\textrm {DIC}},\\[3pt]\left[{\textrm {HCO}}_{3}^{-}\right]_{\text{eq}}&={\frac {K_{1}\left[{\textrm {H}}^{+}\right]_{\text{eq}}}{\left[{\textrm {H}}^{+}\right]_{\text{eq}}^{2}+K_{1}\left[{\textrm {H}}^{+}\right]_{\text{eq}}+K_{1}K_{2}}}\times {\textrm {DIC}},\\[3pt]\left[{\textrm {CO}}_{3}^{2-}\right]_{\text{eq}}&={\frac {K_{1}K_{2}}{\left[{\textrm {H}}^{+}\right]_{\text{eq}}^{2}+K_{1}\left[{\textrm {H}}^{+}\right]_{\text{eq}}+K_{1}K_{2}}}\times {\textrm {DIC}},\end{aligned}}}
em que K1 e K2 são as constantes de equilíbrio para as seguintes reações:
{\displaystyle {\ce {{CO2}+H_{2}O<=>{HCO3^{-}}+H+\qquad (K_{1})}}}
{\displaystyle {\ce {HCO3^{-}<=>{CO3^{2-}}+H+\qquad (K_{2})}}}
e DIC é a concentração total (inalterável) de carbono inorgânico dissolvido no sistema (do inglês dissolved inorganic carbon), também denominada concentração analítica de carbono inorgânico, ou seja,
{\displaystyle {\ce {DIC={[CO2]}+{[CO3^{2-}]}+[HCO3^{-}]}}}.
K1, K2 e DIC possuem unidades de concentração, por exemplo mol/L.
Um gráfico de Bjerrum é obtido utilizando-se essas três equações para plotar as concentrações das três espécies versus pH (sendo pH = log10[H+]eq), para dados K1, K2 e DIC. As frações nessas equações representam as proporções relativas das três espécies e, portanto, se o DIC for desconhecido ou se as concentrações reais não forem importantes, as frações das espécies podem ser plotadas em vez das concentrações.
Das equações, decorre que as curvas das frações de {\displaystyle {\ce {CO2}}} e de {\displaystyle {\ce {HCO3^-}}}se interceptam em [H+]eq = K1 e que as curvas das frações de {\displaystyle {\ce {HCO3^-}}} e de {\displaystyle {\ce {CO3^{2-}}}} se interceptam em [H+](eq) = K2. Portanto, os valores de K1 e K2 podem ser facilmente encontrados a partir do gráfico de Bjerrum pela leitura das abcissas nesses pontos de interseção. Na figura, há um exemplo de gráfico de frações das espécies versus pH. Os valores de K1 e K2 e, portanto, as curvas no gráfico de Bjerrum variam substancialmente com a temperatura.

## Derivação química e matemática das equações do gráfico de Bjerrum para o sistema de carbonato
Considere-se as seguintes reações entre dióxido de carbono, íons hidrônio, bicarbonato e carbonato, todos dissolvidos em água:
{\displaystyle {\ce {{CO2}+H_{2}O<=>{HCO3^{-}}+H+\qquad (I)}}}
{\displaystyle {\ce {HCO3^{-}<=>{CO3^{2-}}+H+\qquad (II)}}}
Note-se que a reação (I) é, na verdade, a combinação de duas reações elementares:
{\displaystyle {\ce {{CO2}+H2O<=>H2CO3\qquad (I1)}}}
{\displaystyle {\ce {H2CO3<=>{HCO3^{-}}+{H^{+}}\qquad (I2)}}}
Assumindo que a lei da ação das massas se aplica a essas duas reações, que a água é um reagente em excesso e que as diferentes espécies químicas estão sempre bem misturadas, as leis de velocidade das são
{\displaystyle {\begin{aligned}{\frac {{\textrm {d}}\left[{\textrm {CO}}_{2}\right]}{{\textrm {d}}t}}&=-k_{1}\left[{\textrm {CO}}_{2}\right]+k_{-1}\left[{\textrm {H}}^{+}\right]\left[{\textrm {HCO}}_{3}^{-}\right],\\{\frac {{\textrm {d}}\left[{\textrm {H}}^{+}\right]}{{\textrm {d}}t}}&=k_{1}\left[{\textrm {CO}}_{2}\right]-k_{-1}\left[{\textrm {H}}^{+}\right]\left[{\textrm {HCO}}_{3}^{-}\right]+k_{2}\left[{\textrm {HCO}}_{3}^{-}\right]-k_{-2}\left[{\textrm {H}}^{+}\right]\left[{\textrm {CO}}_{3}^{2-}\right],\\{\frac {{\textrm {d}}\left[{\textrm {HCO}}_{3}^{-}\right]}{{\textrm {d}}t}}&=k_{1}\left[{\textrm {CO}}_{2}\right]-k_{-1}\left[{\textrm {H}}^{+}\right]\left[{\textrm {HCO}}_{3}^{-}\right]-k_{2}\left[{\textrm {HCO}}_{3}^{-}\right]+k_{-2}\left[{\textrm {H}}^{+}\right]\left[{\textrm {CO}}_{3}^{2-}\right],\\{\frac {{\textrm {d}}\left[{\textrm {CO}}_{3}^{2-}\right]}{{\textrm {d}}t}}&=k_{2}\left[{\textrm {HCO}}_{3}^{-}\right]-k_{-2}\left[{\textrm {H}}^{+}\right]\left[{\textrm {CO}}_{3}^{2-}\right],\end{aligned}}}
em que [S] denota a concentração da espécie S, t é o tempo e k1 e k−1 são as constantes de velocidade das reações direta e inversa do equilíbrio (I), assim como k2 e k-2 são as constantes de velocidade das reações direta e inversa do equilíbrio (II).
Em qualquer equilíbrio, as concentrações são imutáveis. Portanto, os lados esquerdos dessas equações equivalem a zero. Então, a partir da primeira dessas quatro equações, a razão das constantes de velocidade da reação (I) é igual à razão de suas concentrações no equilíbrio, e essa razão, chamada K1, é chamada de constante de equilíbrio da reação (I), ou seja,
{\displaystyle K_{1}={\frac {k_{1}}{k_{-1}}}={\frac {[{\text{H}}^{+}]_{\text{eq}}[{\text{HCO}}_{3}^{-}]_{\text{eq}}}{[{\text{CO}}_{2}]_{\text{eq}}}}\qquad ({\textrm {III}})}
onde o subscrito 'eq' denota que estas são concentrações de equilíbrio.
Da mesma forma, da quarta equação para a constante de equilíbrio K2 do equilíbrio (II),
{\displaystyle K_{2}={\frac {k_{2}}{k_{-2}}}={\frac {[{\text{H}}^{+}]_{\text{eq}}[{\text{CO}}_{3}^{2-}]_{\text{eq}}}{[{\text{HCO}}_{3}^{-}]_{\text{eq}}}}\qquad ({\text{IV}})}
De (III), obtém-se
{\displaystyle [{\text{HCO}}_{3}^{-}]_{\text{eq}}={\frac {K_{1}[{\text{CO}}_{2}]_{\text{eq}}}{[{\text{H}}^{+}]_{\text{eq}}}}\qquad ({\text{V}})}
Substituindo (V) em (IV), obtém-se
{\displaystyle [{\text{CO}}_{2}^{3-}]_{\text{eq}}={\frac {K_{2}[{\text{HCO}}_{3}^{-}]_{\text{eq}}}{[{\text{H}}^{+}]_{\text{eq}}}}={\frac {K_{1}K_{2}[{\text{CO}}_{2}]_{\text{eq}}}{[{\text{H}}^{+}]_{\text{eq}}^{2}}}\qquad ({\text{VI}})}
Pode-se substituir (V) e (VI) na expressão para a concentração total de carbono inorgânico dissolvido no sistema (DIC):
{\displaystyle {\begin{aligned}{\textrm {DIC}}&=\left[{\textrm {CO}}_{2}\right]+\left[{\textrm {HCO}}_{3}^{-}\right]+\left[{\textrm {CO}}_{3}^{2-}\right]\\&=\left[{\textrm {CO}}_{2}\right]_{\text{eq}}\left(1+{\frac {K_{1}}{\left[{\textrm {H}}^{+}\right]_{\text{eq}}}}+{\frac {K_{1}K_{2}}{\left[{\textrm {H}}^{+}\right]_{\text{eq}}^{2}}}\right)\\&=\left[{\textrm {CO}}_{2}\right]_{\text{eq}}\left({\frac {\left[{\textrm {H}}^{+}\right]_{\text{eq}}^{2}+K_{1}\left[{\textrm {H}}^{+}\right]_{\text{eq}}+K_{1}K_{2}}{\left[{\textrm {H}}^{+}\right]_{\text{eq}}^{2}}}\right)\end{aligned}}}
Pode-se, então, isolar {\displaystyle {\ce {[CO2]_{eq}}}}:
{\displaystyle \left[{\textrm {CO}}_{2}\right]_{\text{eq}}={\frac {\left[{\textrm {H}}^{+}\right]_{\text{eq}}^{2}}{\left[{\textrm {H}}^{+}\right]_{\text{eq}}^{2}+K_{1}\left[{\textrm {H}}^{+}\right]_{\text{eq}}+K_{1}K_{2}}}\times {\textrm {DIC}}\qquad ({\text{VII}})}
As equações para {\displaystyle {\ce {[HCO3^{-}]_{eq}}}} e {\displaystyle {\ce {[CO3^{2-}]_{eq}}}} são obtidas substituindo-se (V) e (VI) em (VII).